# Provincia di Biobío
La provincia di Biobío (ufficialmente Provincia de Bío Bío) è una delle province della regione cilena del Bío Bío, il capoluogo è la città di Los Ángeles.	
La provincia è suddivisa in 14 comuni:
1. Alto Biobío
2. Antuco
3. Cabrero
4. Laja
5. Los Ángeles
6. Mulchén
7. Nacimiento
8. Negrete
9. Quilaco
10. Quilleco
11. San Rosendo
12. Santa Bárbara
13. Tucapel
14. Yumbel